# Cartello indipendente di Acapulco
Il Cartello Indipendente di Acapulco si chiama il cartello de plata (in spagnolo: Cártel Independiente de Acapulco o CIDA) fu un'organizzazione criminale che operava ad Acapulco, Guerrero, dal 2010 fino al 2019.

## Storia
Il gruppo nacque da una scissione dal cartello di Beltrán Leyva nel 2010, dato che in quell'anno l'organizzazione subì diversi colpi duri, quali l'uccisione e la cattura di molti dei suoi leader. Dopo che l'esercito messicano uccise il capo del cartello - Arturo Beltrán Leyva - nel dicembre 2009, suo fratello Héctor Beltrán Leyva prese il controllo di una delle fazioni del cartello e dichiarò guerra a Edgar Valdez Villarreal. In mezzo alla violenza, Valdez Villarreal cercò di nominare un successore, ma quelli di Acapulco si staccarono e formarono la propria banda criminale: il Cartello Indipendente di Acapulco. In poche settimane, tuttavia, anche il gruppo si divise, venne formato un nuovo gruppo rivale noto come La Barredora. Valdez venne poi arrestato dalla polizia federale messicana. Dopo la cattura di uno dei suoi massimi leader, il CIDA perse potere nel suo territorio e di questo ne seppero approfittarne i suoi rivale di La Barredora, i quali riuscirono a vincere la guerra contro il CIDA e a conquistare il territorio di Acapulco, assai favorevole per il narcotraffico.

### Strategia del terroreusata dal cartello
I sicari del CIDA erano noti nel tagliare la testa dei rivali e scuoiarla e lasciarla sui sedili delle loro auto.